# Công lý thép
Công lý thép là phim chính kịch năm 2013 kịch bản và đạo diễn bởi Phi Hành với các diễn viên chính Tôn Hồng Lôi, Quách Phú Thành, Dư Nam.

## Cốt truyện
Xoay quanh con gái một đại gia bị tình nghi là kẻ giết người. Với thế lực và tài sản khổng lồ của mình thì vị đại gia tìm mọi cách cứu con. Trên tòa án là cuộc đấu trí nảy lửa giữa công tố viên và luật sư dưới sự thao túng của vị đại gia. Liệu đâu là chân tướng sự thật, đâu là giá trị cốt lõi của gia đình...

## Diễn viên
- Tôn Hồng Lôi vai Lâm Thái
- Quách Phú Thành vai Đồng Đào
- Dư Nam vai Chu Lị
- Đặng Gia Giai vai Lâm Manh Manh
- Triệu Lập Tân vai Tôn Vĩ
- Nghê Hồng Khiết vai Tô Hồng
- Đồng Lệ Á vai Lý Hiểu Ni
- Trần Tư Thành vai Trần Đạo
- Chu Vi Đồng vai Dương Đan
- Đàm Tùng Vận vai Cao Linh Linh
- Đinh Tử Thước vai Mai Tử

## Giải thưởng
| Lễ trao giải                            | Hạng mục                        | Được đề cử                 | Kết quả   | Ghi chú |
| --------------------------------------- | ------------------------------- | -------------------------- | --------- | ------- |
| Liên hoan phim Trung Quốc tại Viên Chăn | Phim xuất sắc nhất              |                            | Đoạt giải | [ 5 ]   |
| Liên hoan phim Trung Quốc tại Viên Chăn | Nam diễn viên xuất sắc nhất     | Quách Phú Thành            | Đoạt giải | [ 5 ]   |
| Liên hoan phim Trung Quốc tại Viên Chăn | Nhạc phim xuất sắc nhất         | Quách Phú Thành (我一直走) | Đoạt giải | [ 5 ]   |
| Liên hoan phim Trung Quốc tại Viên Chăn | Đạo diễn trẻ xuất sắc nhất      | Phi Hành                   | Đoạt giải | [ 5 ]   |
| Liên hoan phim Trung Quốc - Luân Đôn    | Đạo diễn xuất sắc nhất          | Phi Hành                   | Đoạt giải | [ 6 ]   |
| Liên hoan phim Trung Quốc - Luân Đôn    | Nam diễn viên xuất sắc nhất     | Tôn Hồng Lôi               | Đoạt giải | [ 6 ]   |
| Liên hoan phim Trung Quốc - Luân Đôn    | Kịch bản xuất sắc nhất          |                            | Đoạt giải | [ 6 ]   |
| Liên hoan phim Trung Quốc - Luân Đôn    | Hiệu ứng âm thanh xuất sắc nhất |                            | Đoạt giải | [ 6 ]   |
| Giải Bách Hoa                           | Nữ diễn viên xuất sắc nhất      | Dư Nam                     | Đề cử     |         |
| Giải Bách Hoa                           | Nữ diễn viên phụ xuất sắc nhất  | Đặng Gia Giai              | Đoạt giải |         |
| Giải Bách Hoa                           | Diễn viên mới xuất sắc nhất     | Đinh Tử Thước              | Đề cử     |         |
| Giải Kim Kê                             | Nữ diễn viên phụ xuất sắc nhất  | Đặng Gia Giai              | Đoạt giải |         |